# Prosthechea cretacea
Prosthechea cretacea är en orkidéart som först beskrevs av Robert Louis Dressler och Glenn E. Pollard, och fick sitt nu gällande namn av Wesley Ervin Higgins. Prosthechea cretacea ingår i släktet Prosthechea och familjen orkidéer. Inga underarter finns listade i Catalogue of Life.